# (441) Bathilde
(441) Bathilde es un asteroide perteneciente al cinturón de asteroides descubierto el 8 de diciembre de 1898 por Auguste Honoré Charlois desde el observatorio de Niza, Francia.
Se desconoce la razón del nombre.